# Переміщена особа
Перемі́щені осо́би — переміщені, силоміць виселені або за розпорядженням влади переселені люди, яким загрожують військові дії або стихійні лиха, як-от: землетруси, повінь, аварія тощо.

## Виникнення терміна «Ді-Пі»
Виникнення терміна «переміщені особи» (англ. displaced persons, акронім: DP — у трансліті: «Ді-Пі») пов'язано з подіями Другої світової війни. З 1939 по 1944 рр. унаслідок воєнних дій опинилось на території Німеччини близько 10 млн чоловік, більшість з яких було залучено до примусової праці або ж вислано з країн звичного місця проживання за расовими, релігійними або політичними міркуваннями. Число вивезених з території колишнього Радянського Союзу становило 4 078 000 чоловік, 2,4 млн з яких — українці.

Табір переміщених осіб у Ґіссені (Німеччина) для переміщених осіб-українців (фото з 1948 р.)

Після падіння Третього Райху статус переміщених осіб мали близько восьми мільйонів осіб із числа примусових іноземних робітників, військовополонених і в'язнів, визволених із концтаборів. Невдовзі до них додалися численні біженці після воєнних дій (англ. post-hostilities refugees), які тікали зі Східної, Південно-Східної та Центральної Європи й країн Балтії від Червоної Армії та місцевих партизансько-комуністичних сил.
Після закінчення війни долею цих людей опікувалася Організація Об'єднаних Націй (ООН) та спеціально створені для цього організації (спершу Адміністрація допомоги і відбудови Об'єднаних Націй, а згодом Міжнародна організація у справах біженців). Унаслідок репатріації (у певній частині вип|адків — примусової) більшість із осіб — із числа, який Радянський Союз визнавав своїми «підданими», було за міжнародними домовленостями повернуто в СРСР. Проте приблизно 200 тис. осіб, фактично змінивши свій статус на статус «біженців», відмовилися повертатись у Радянський Союз і перші роки перебування на Заході вони провели в спеціально створених для них таборах. Описані Уласом Самчуком у спогадах "Плянета Ді-Пі", "На білому коні" та "На коні вороному" . Для біженців-українців подібні табори влаштовувала Німеччина та Австрія.
Офіційна статистика з 1947 року вказує, що українці знаходилися в західних окупаційних зонах Німеччини: в англійській — 54 580, в американській — 104 024, у французькій — 19 026. Крім цього, у всіх трьох західних окупаційних зонах Австрії було 21 893, а в Італії — приблизно 11 000. У додатку вважалося, що яких 100 000 українців перебували на цих територіях серед населення або переховувались у лісах. Можна виснувати, що понад 310 тисяч українців опинилися в становищі біженців або переміщених осіб.

## Форми

### Переміщення осіб як форма примусової міграції
Вирізняються дві категорії переміщених осіб:
1. ті, які були вимушені залишити країни походження або місце постійного мешкання, перетнули державний кордон та опинилися у становищі, подібному до становища біженців, але залишилися під захистом свого уряду;
2. ті, котрі, хоча й залишились у кордонах своїх країн, були вимушені покинути місця свого постійного мешкання, або припинити звичайну економічну діяльність через те, що їхнє життя, безпека або свобода опинилися під загрозою внаслідок насильства, збройного конфлікту або внутрішнього безладдя.

### Новітні «переміщені особи»
У сучасний період поява масових категорій переміщених осіб на території України пов'язано з аварією на Чорнобильській атомній електростанції (АЕС). Унаслідок радіоактивного забруднення території близько 200 тис. осіб були вимушені змінити місце постійного проживання. Більшість території колишнього Чорнобильського району нині входить до зони відчуження.